# Morino (Włochy)
Morino – miejscowość i gmina we Włoszech, w regionie Abruzja, w prowincji L’Aquila.
Według danych na rok 2004 gminę zamieszkiwało 1545 osób, 29,7 os./km².